# Silvia Curtoni Verza
Silvia Curtoni Verza (Verona, 1751 – Verona, 20 agosto 1835) è stata una scrittrice italiana.

## Biografia
Nacque da Antonio Curtoni e da Elisabetta Maffei, nipote di Scipione Maffei. Ricevette una scarna istruzione nel monastero benedettino di Santa Maria degli Angeli, dove maturò una certa vocazione per farsi suora. Tuttavia suo padre la dissuase dal prendere i voti, facendo sì che la giovane sposasse il benestante Francesco Verza.
Strinse amicizia con Alessandro Carli, il quale aveva girato per l'Europa e aveva conosciuto personalmente Metastasio e Voltaire. I due intesserono una folta corrispondenza e Curtoni Verza gli dedicò una tragedia. Conobbe inoltre il conte Marco Marioni, Maurizio Gherandini e i fratelli Giovanni e Ippolito Pindemonte. Fu anche amica di Maria Beatrice d'Este.
Imparò presto il francese e cominciò lo studio del tedesco, pur non proseguendolo. Si esibì presso la dimora del conte Marioni interpretando Berenice in Racine, tragedia francese tradotta da Ippolito Pindemonte appositamente per lei.
Dopo la prematura morte del marito che l'aveva lasciata in condizioni agiate viaggiò per l'Italia, e al suo rientro ospitò il suo salotto letterario in piazza Bra, dove si leggevano gli autori classici, in particolare Dante. I suoi primi componimenti consistono in una serie di epistole rivolte ai suoi più cari amici. Francofila, durante l'invasione napoleonica dei possedimenti della Repubblica di Venezia simpatizzò per gli occupanti. Riguardo alla sua condotta, il marchese Antonio Maffei (1759-1836) espose un giudizio impietoso: «Tra la molteplicità di quelle scienze che adornano il vuoto cervello, ella dimenticò di occuparsi della logica. Conviene dunque aiutare la sua ragione e porre dinanzi ai suoi occhi il suo proprio ritratto, vedere se saprà riconoscersi e se potrà dopo ciò sostenere la sua vantata innocenza negli affari di Verona e non inorridire, specchiandosi nella propria sua immagine. Voi, Sig.ra Silvia, foste una perfetta aristocratica fino alla partenza del vostro amico, l’emigrato Duca di Guiche. I semi di democrazia, sparsi nel vostro cuore dall’infame società letteraria che avete coltivata in vostra casa, germogliarono e presero vigore a misura che le truppe Francesi si approssimarono a Verona. […] Nel momento che la vostra patria, i vostri parenti, i vostri amici soffrivano tutti i mali della guerra la più feroce, sotto lo specioso nome di neutralità, la vostra società venne accresciuta da molti Generali ed ufficiali Francesi del partito il più terrorista. La vostra compagnia si amalgamò con quella della Sig.ra Elisabetta Mosconi, ed eccola aumentata dei Tramontini, degli Zorzi, degli Zamboni, delle democratiche Montanari e di mille altre teste vuote e sciocchi insetti repubblicani, che non vi sareste degnata di guardare in viso sei mesi prima».
Del 1833 è l'ode dedicata dalla scrittrice a Ippolito Pindemonte.
Conobbe Giuseppe Parini e Vincenzo Monti. Visitò Roma, Milano e Torino.
Morì malata nel 1835. Nel 1846 fu pubblicato a Padova un volume postumo con i suoi versi.

## Opere

### Poesie
- Terze rime di Silvia Curtoni Verza in Arcadia Flaminda Caritea, Verona, Società tipografica editrice, 1822.
- In morte di Ippolito Pindemonte. Terzine, Verona, Valentino Crescini, 1829.

### Prosa
- Ritratti d'alcuni illustri amici di Silvia Curtoni Verza in Arcadia Flaminda Caritea, Verona, Tipografia Gambaretti, 1807.

### Carteggi
- Giuseppe Biadego (a cura di), Carteggio inedito d'una gentildonna veronese, Verona, Artigianelli, 1884.